# Robin Schulz
Robin Schulz, född 28 april 1987 i Osnabrück, är en tysk DJ och producent (inom deep house). Han gjorde en remix av låten "Waves" av den nederländska hiphopartisten Mr Probz 2013. 
Året därpå gjorde han en remix av låten Prayer in C av den fransk-hebreiska musikduon Lilly Wood and the Prick från deras album Invincible Friends som släpptes 2010.
Schulz är grundaren till Lausbuben Records tillsammans med Daniel Burns och Christopher Noble.
Hans referenser inom elektronisk musik är Todd Terry, Avicii, Armand Van Helden, Roger Sanchez och Tiësto.

## Diskografi
- 2014 — Prayer
- 2015 — Sugar
- 2017 — Uncovered